# Limites romani
Limites Romani o Limes és el nom aplicat a una zona de fortificacions frontereres romanes que protegien el seu imperi. Hi va haver algunes fortificacions de frontera sobretot a Dàcia, Aràbia Pètria, Numídia i Britànnia, però el limes principal fou el d'Agri Decumates contra els germànics amb la Limes Germanicus, a la zona del Danubi i el Rin, i estava format per fortins, fossats, murs i palissades; en alguns lloc hi havia torres rodones i en altres torres de fusta d'observació. Està inscrit a la llista del Patrimoni de la Humanitat de la UNESCO des del 1987.

## Història
Foren començades per Drus i Tiberi i encara en queden les restes. Mesuren 500 km entre Colònia i Ratisbona i es va construir en diverses generacions; especialment es van construir fortins en temps de Trajà i Hadrià.
Aquest limes va protegir la regió fins al temps d'Alexandre Sever però després els alamans els van poder passar sovint. Pòstum I, Lolià i Probe van restaurar les bretxes però no van aconseguir aturar l'entrada de bàrbars; a finals del segle iii els romans havien perdut tota la zona al sud del limes.

## Fortaleses dels limites

### Germània Inferior

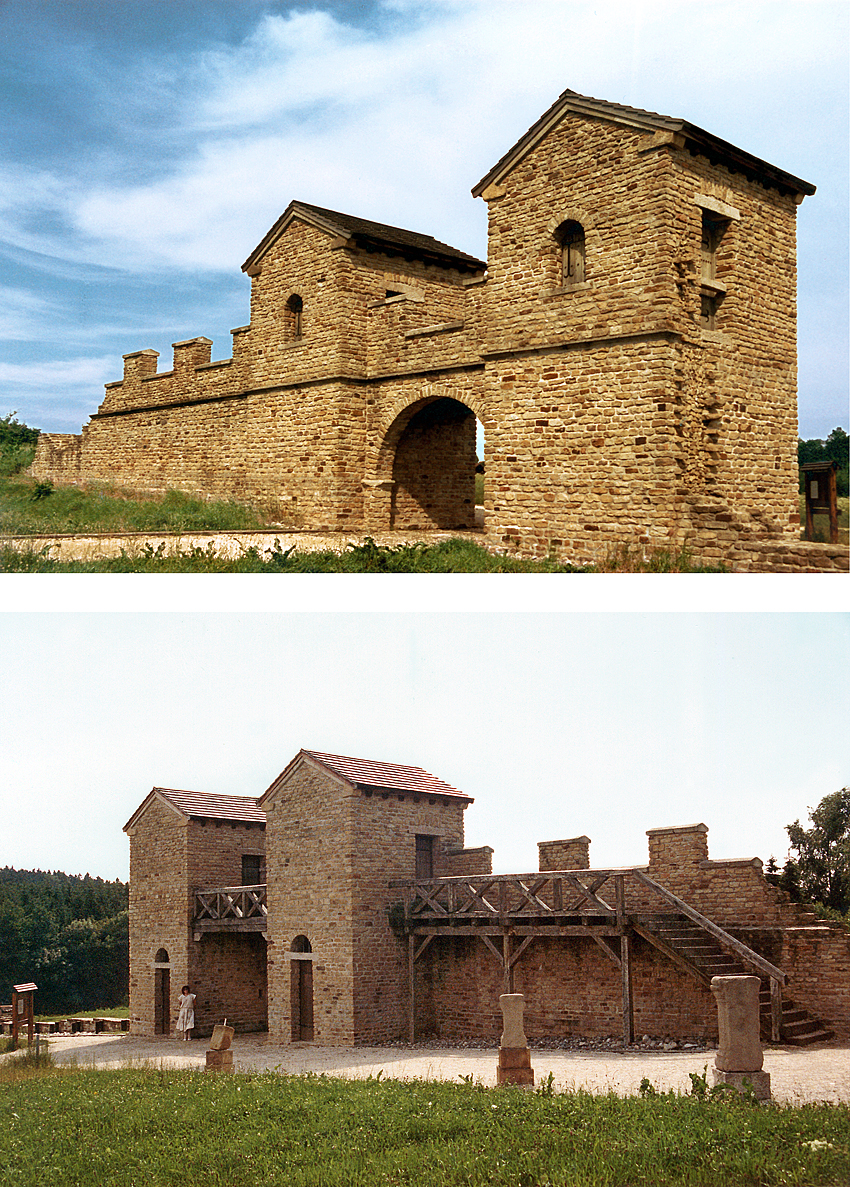
Portal oriental reconstruït a Welzheim

- Katwijk
- Valkenburg
- Valkenburg-Marktveld
- Leiden
- Alphen aan de Rijn
- Zwammerdam
- Bodegraven
- Woerden
- Utrecht-De Meern
- Utrecht
- Vechten
- Rijswijk
- Maurik
- Kesteren
- Randwijk
- Driel
- Arnhem-M'wijk
- Nimega
- Loowaard
- Herwen
- Rindern
- Qualburg
- Alt-Kalkar
- Xanten-Birten
- Calo
- Moers-Asberg
- Werthausen
- Krefeld-Gellep
- Neuss
- Reckberg
- Burungum
- Dormagen
- Köln-Deutz
- Köln-Alteburg
- Bonn
- Remagen

### Germània Superior
- Feldberg
- Saalburg
- Magúncia

### Rècia

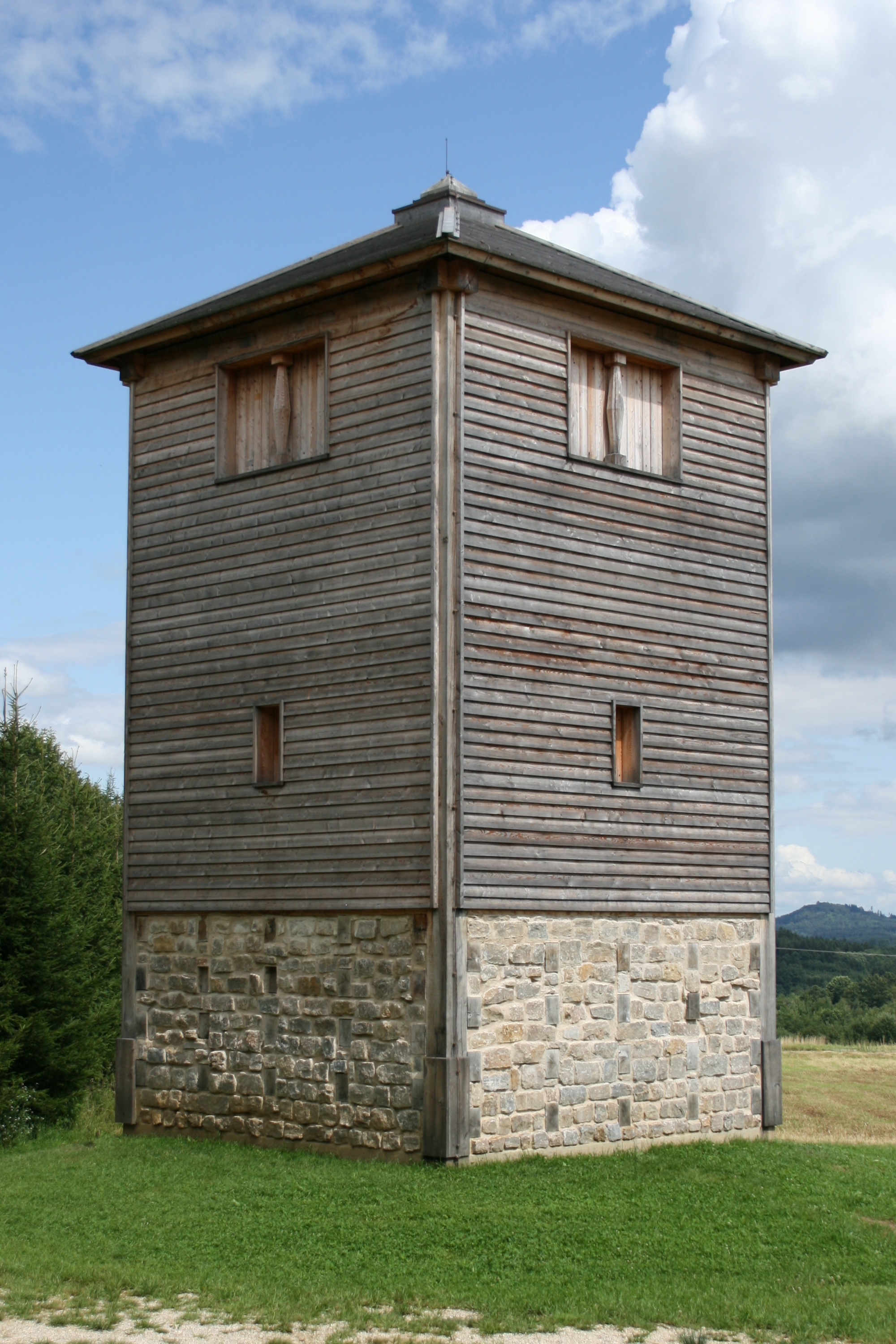
Torre de fusta reconstruïda a prop de Rainau (Alemanya)

- Freimühle
- Schirenhof
- Böbingen
- Aalen
- Rainau-Buch

### Pannònia
- Viena

### Tripolitana
- Bu Njem
- Gheriat el-Garbia
- Ghadames.